# Francesco Lomanto
Francesco Lomanto (Mussomeli, 2 marzo 1962) è un arcivescovo cattolico italiano, dal 24 luglio 2020 arcivescovo metropolita di Siracusa.

## Biografia
Nasce a Mussomeli, nella diocesi di Caltanissetta, il 2 marzo 1962.

### Formazione e ministero sacerdotale
Dopo gli studi nel seminario di Caltanissetta, il 29 giugno 1986 riceve l'ordinazione presbiterale dal vescovo di Caltanissetta Alfredo Maria Garsia. Dal 1986 al 1996 è vicario parrocchiale nella chiesa madre di Villalba, nella chiesa madre di San Cataldo e a Caltanissetta. Dal 1996 al 2011 è parroco della parrocchia sant'Enrico a Mussomeli.
Consegue la licenza (1991) e il dottorato (2008) in storia della Chiesa alla Pontificia Università Gregoriana di Roma e nel 1992 il diploma di paleografia, archivistica e diplomatica presso la Scuola Vaticana.
Dal 1992 insegna Storia della Chiesa presso l'Istituto Teologico «Mons. G. Guttadauro» di Caltanissetta e dall'anno successivo anche presso la Pontificia facoltà teologica di Sicilia "San Giovanni Evangelista" di Palermo, di cui diviene anche preside dal 2015.
È autore di numerose pubblicazioni su personaggi ed eventi della diocesi nissena.

### Ministero episcopale

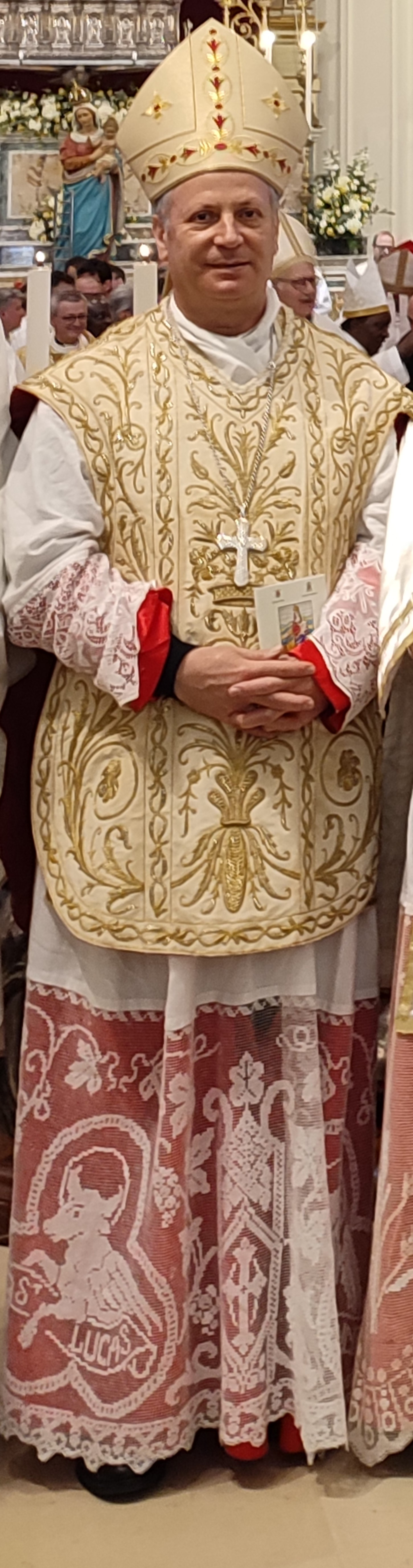
Mons. Lomanto il 18 marzo 2023

Il 24 luglio 2020 papa Francesco lo nomina arcivescovo metropolita di Siracusa, assumendo ex officio l'incarico di custode del reliquiario della Madonna delle Lacrime; succede a Salvatore Pappalardo, dimessosi per raggiunti limiti di età. Sabato 24 ottobre 2020 riceve l'ordinazione episcopale presso la basilica santuario Madonna delle Lacrime di Siracusa dal vescovo di Caltanissetta Mario Russotto, co-consacranti Salvatore Pappalardo, suo predecessore, e Salvatore Gristina, arcivescovo metropolita di Catania e presidente della Conferenza episcopale siciliana. Durante la stessa celebrazione prende possesso dell'arcidiocesi.
In seno alla Conferenza Episcopale Siciliana (CESI) è delegato per la cultura e le comunicazioni sociali.
Il 29 giugno 2021, nel giorno del suo trentacinquesimo anniversario di ordinazione presbiterale, nella basilica di San Pietro in Vaticano, riceve da papa Francesco il pallio, impostogli il successivo 1º settembre nella basilica santuario Madonna delle Lacrime dal nunzio apostolico in Italia Emil Paul Tscherrig.
Nel 2023, in occasione del 70º anniversario della lacrimazione della Madonna delle Lacrime, indice un anno mariano per l'arcidiocesi, mentre nel 2024, in occasione del 1720º anniversario del martirio di Santa Lucia, indice un anno luciano.

## Stemma

### Blasonatura
Inquartato cucito: al I di rosso alla spada d'argento manicata d'oro, con la punta rivolta all'ingiù, caricata di uno scudetto d'argento, bordato d'oro, ricaricato della croce d'oro e sostenente una bilancia d'oro, i piatti internamente d'argento; al II di azzurro al pastorale d'oro posto in sbarra caricato dalla palma di verde posta in banda, il tutto sormontato da un monogramma mariano d'oro cimato dalla crocetta dello stesso e affiancato da due lacrime d'argento, la lettera A riempita di grigio filettato d'argento; al III d'azzurro al castello di Mussomeli d'oro sormontato da una stella (8) dello stesso; al IV di rosso, all'aquila di nero, lampassata di rosso e nimbata d'oro tenente un libro scritto dello stesso, legato di rosso, caricato delle lettere Α e Ω di nero.
Ornamenti esteriori da arcivescovo metropolita.

### Interpretazione
La lettura dei segni racconta delle sue radici nissene e della sua proiezione siracusana nella costante devozione mariana, senza tralasciare la sua vocazione sacerdotale e la sua formazione culturale. Nel dettaglio:
- la bilancia, la spada e lo scudo rappresentano l'arcangelo Michele, patrono della diocesi di Caltanissetta, sua diocesi di origine
- il monogramma mariano A + M, due lacrime d'argento e il santuario di Siracusa evidenziano la devozione alla Madonna delle Lacrime
- il pastorale richiama il protovescovo Marciano e la palma raffigura Santa Lucia martire, entrambi patroni dell'arcidiocesi
- la stella a otto punte rappresenta la Stella Maris e manifesta la pietà mariana del popolo di Mussomeli
- il castello manfredonico esprime il rapporto con le radici storiche e l'identità culturale del paese natio
- l'aquila, con l'aureola, che si eleva con il libro, è il simbolo di san Giovanni, al quale è dedicata la Pontificia facoltà teologica di Sicilia
- l'alfa e omega rappresentano Cristo e rivelano la pienezza della verità.[8]

Il pallio bianco con crocette nere, posto in fondo allo scudo, indica la giurisdizione metropolitana.

### Motto
Il motto, scritto in latino, è "Sanctificati in veritate", cioè "consacrati nella verità" ed è tratto dal Vangelo secondo Giovanni, capitolo 17, versetto 19.
Di seguito è riportato il testo a cui fa riferimento:
(Vangelo secondo Giovanni 17, 18-19)

## Genealogia episcopale
La genealogia episcopale è:
- Cardinale Scipione Rebiba
- Cardinale Giulio Antonio Santori
- Cardinale Girolamo Bernerio, O.P.
- Arcivescovo Galeazzo Sanvitale
- Cardinale Ludovico Ludovisi
- Cardinale Luigi Caetani
- Cardinale Ulderico Carpegna
- Cardinale Paluzzo Paluzzi Altieri degli Albertoni
- Papa Benedetto XIII
- Papa Benedetto XIV
- Cardinale Enrico Enriquez
- Arcivescovo Manuel Quintano Bonifaz
- Cardinale Buenaventura Córdoba Espinosa de la Cerda
- Cardinale Giuseppe Maria Doria Pamphilj
- Papa Pio VIII
- Papa Pio IX
- Cardinale Gustav Adolf von Hohenlohe-Schillingsfürst
- Arcivescovo Salvatore Magnasco
- Cardinale Gaetano Alimonda
- Cardinale Agostino Richelmy
- Arcivescovo Angelo Bartolomasi
- Arcivescovo Ferdinando Bernardi
- Arcivescovo Francesco Minerva
- Cardinale Salvatore De Giorgi
- Vescovo Mario Russotto
- Arcivescovo Francesco Lomanto

## Opere
- Popolazione, vita cristiana e cura pastorale a Villalba attraverso i libri parrocchiali, San Cataldo, Centro studi sulla cooperazione A. Cammarata, 1994.
- Storia della Congregazione suore francescane del Signore, Caltanissetta, 2010.
- La predicazione in Sicilia tra restaurazione, unità d'Italia e moti sociali, Caltanissetta-Roma, Salvatore Sciascia, 2013, ISBN 978-88-8241-401-6.
- Rosario La Duca: una vita per la città, curatela, Caltanissetta-Roma, Salvatore Sciascia, 2013, ISBN 978-88-8241-406-1.
- Francesco Lomanto, La ricerca storica alla luce dell'insegnamento di papa Francesco, in Anna Carfora e Antonio Ianniello (a cura di), Papa Francesco e la storia della Chiesa, Trapani, Il pozzo di Giacobbe, 2019, ISBN 978-88-6124-687-4.